# ブルー リフレクション 幻に舞う少女の剣
『BLUE REFLECTION 幻に舞う少女の剣』（ブルー リフレクション まぼろしにまうしょうじょのけん）は、コーエーテクモゲームスのガストブランドより2017年3月30日に発売されたPlayStation 4、PlayStation Vita用ゲームソフト。
『フィリスのアトリエ』、『よるのないくに2』に続く「ガスト美少女まつり」の第3弾タイトルとして発表された。
キャラクターデザイン・監修は岸田メル。シリーズ構成に時雨沢恵一、五十嵐雄策、夏海公司といった電撃文庫で活躍する作家が参加している。
現代日本を舞台にしており、架空の高校「星ノ宮女子高等学校」を舞台に、少女達の友情と青春を描くヒロイック・ロールプレイングゲーム。季節設定は夏で、文化祭を間近に控えた高校での出来事を描く。
2021年からは、コンシューマーゲーム作品『BLUE REFLECTION TIE/帝』（ブルー リフレクション タイ）、スマートフォン/PC対応ゲーム作品『BLUE REFLECTION SUN/燦』（ブルーリフレクション サン）、テレビアニメ作品『BLUE REFLECTION RAY/澪』の3作品が『「BLUE REFLECTION」プロジェクト』と題してクロスメディア展開される。

## ゲームシステム
ゲームはアドベンチャーパートと戦闘パートに分かれている。アドベンチャーパートでは様々なキャラクターと会話しながらストーリーを進めていく。一度仲間になったキャラクターは会話中に出る選択肢を選ぶことで交友値を上昇させられる。その中で、悩みを持つキャラクターが現れ、彼女たちの深層心理の世界「コモン」へ入り、戦闘パートをこなすことで悩みを解決する。コモンでのシステム・操作は同じガスト発売の「アトリエシリーズ」とほとんど同等。また、ストーリーを進めると現実世界に「原種」と呼ばれる魔物が襲来し、クラスメイトの力を借りて戦うことになる。仲間は12人存在し、日菜子、ユズ、ライムにそれぞれ4人ずつサポートメンバーを配置できるため、全員が戦闘に加勢可能。
戦闘はコマンド制となっており、俊敏力の高いキャラから行動を行う。使用するスキルにより次の行動までの待機時間に違いがあり、威力の高い攻撃を行うと待機時間が長くなる。戦闘後はHPとMPが全回復する仕様となっている。画面左下にはエーテルゲージが表示されており、これを消費して様々な技を使用できる。ストーリーが進むとエーテルゲージを消費することで複数回攻撃を当てることが可能な「オーバードライブ」が使用可能となる。オーバードライブで三回攻撃すると全員で一斉に攻撃を行う技が発動する。画面上のタイムランでアイコンが中心に進んでいる最中に十字ボタンを押すとエーテルゲージを消費して様々な特殊効果を発揮できる。十字ボタン右を押し続けるとガードが発動する。敵の攻撃が当たるタイミングに合わせてガードを発動するとするとジャストガードが発動する。逆に左を押し続けるとHPが回復する。原種戦時のみ十字ボタン上で仲間の回復も可能。十字ボタン下を押し続けると敵のタイムランの進行速度を遅くし、自分のタイムランの進行速度を速くすることができる。エーテルゲージはサポート技「エーテルチャージ」を使用するほか、仲間のサポート技が発動した際にも回復可能。
パーティーが全滅すると敗北となり、「コモン」での戦闘時は元の世界に戻され、再度「コモン」へ入ることになるが（それまでに達成した内容は保持されている）、原種との戦いで敗北するとゲームオーバーとなりタイトル画面に戻る。
ほか、日菜子が自宅に帰った際に選択肢が表示され、選んだ選択肢によりその翌日、仲間達との様々なイベントが発生し、イベントによっては日菜子のステータスが上昇する。イベントが全部発生し終えると一種類の簡素なイベントが発生するのみとなりステータス上昇もない。「お風呂に入る」を選ぶと日菜子が入浴し、そこで3つの選択肢が表示されるが、こちらは次の日のイベントに影響はない。「もう上がる」を選ぶとそのまま就寝し翌日に移行する。ユズとライムにミッションの報告をしない間は「フリー期間」となっており、イベントの消化やミッションクリア等が自由に行える。報告をするとその翌日に次のストーリーイベントへと移行する。
『リディー&スールのアトリエ 〜不思議な絵画の錬金術士〜』には、本作とのコラボマップが有料配信されている。本作の学校の中庭エリアと喜びと恐怖の感情のコモンエリアを組み合わせたマップで、ボスは原種の一体であるネツァク。また、採取マークも他の採取エリア（DLC含む）とは異なり、地面から光が出ているものではなく、本作同様に白い光の欠片のマークである。

## 登場人物
白井 日菜子（しらい ひなこ）
声 - 高田憂希
本作の主人公の少女。身長158cm。体重44キロ。クラシック音楽が好きなバレエダンサーだったが、事故で足を怪我して以来、バレエが踊れなくなってしまった。星ノ宮高校には全学年に「普通科」と「特待科」の二つのクラスが用意されており、当初は推薦で特待科へ入る予定であったが、踊れなくなったことが原因で、やむなく普通科へ入学した。
「リフレクター」へは司城姉妹の力で変身できるようになった。リフレクターに変身している間は魔法の力で足を自由に動かせるようになる。また、変身すると赤を基調とした衣装となり、さらに髪の色も金色へと変わり、目の色が左右で異なる「オッドアイ」となる。透明な剣を武器として使用し、各ステータスはバランス良く成長する。
当初はリフレクターとしての役目に乗り気ではなかったが、司城姉妹からから「原種」に世界が滅ぼされると聞かされ、そして一体目の原種と戦ったのをきっかけに、リフレクターとしての活動を続けることを決意した。以降同級生らの悩みを解決してフラグメントを集めながら、原種と戦い続けることになる。ライムが話した「原種を全て倒せば一つだけ願いが叶う」を信じ活動していたが、有理から「原種を全て倒しても来るのは平和のみ」と真実を暴露され、司城姉妹がそれを肯定すると絶望し、司城姉妹と仲違いに陥る。その後、更紗のコモンに入った際に司城姉妹が陰で尽くしてくれていたことを知ると、司城姉妹が真実を明かすのを待つ決意を固めた。やがて司城姉妹が実は一年前に死んでいるという真実や嘘を付いた経緯を聞くが、「原種を全て倒せば」世界は原種の争いが起きる前にリセットされ、司城姉妹が消えて二人との思い出も消えると知り、戦意を喪失してしまう。後日麻央に厳しく窘められると改めて原種を倒す決意を固め、最後の原種を三人で力を合わせて討伐、その後現れたコモンの化身ダアトの「世界を守るために人間の意識を一つにする」導きを拒絶し、絆の力を示して人間を認めさせた。結果として世界はリセットされて司城姉妹は消えたものの、別れの間際に「ユズとライムを絶対に忘れない」と心から願ったことで、リセット後の世界においても二人との思い出を取り戻すことに成功する。クレジット映像ではドレスを着て、演劇「人魚姫」の主役を演じている。
大抵の仲間に対しては、出会った当初は苗字に「さん」付けで呼ぶが、それぞれ異なるタイミングで名前を呼び捨てで呼ぶようになる。一方の相手側は彼女を「ちゃん」「さん」付けで呼んだり呼び捨てにしたり、苗字で呼んだりと混合している。ユズとライムからのみ「ヒナちゃん」の愛称で呼ばれる。
岸田メルの趣向の関係で、この手のゲームでは珍しく彼女が自宅で蒸れた足の匂いを嗅ぐシーンが本編中に一か所存在する（モーション上、靴下は脱がないが匂いのエフェクトが描かれている）。
『帝』では記憶を失ったヒロインの一人として登場している。
司城 夕月（しじょう ゆづき）
声 - 高野麻里佳
身長147cm。体重37キロ。星ノ宮高校に転校してきた少女で、日菜子にリフレクターの力を与えた。最初は声のみでライムと共に久々の登校早々にコモンに迷い込んだ日菜子を導き、日菜子が教室の3つ空いている空席の内一番真ん中に座った後、その姿を現し向かって右側の席に座る。その素性には謎が多いが、チョコレートが好き。髪を三つ編みのお下げにしている。性格は明るく、一発ギャグをかますことが多い。他人のことは大抵親しみを込めてあだ名で呼ぶ。普段は自身や他人から「ユズ」のあだ名で呼ばれるため（有理は本名で呼び、麻央は彼女とライムの名を呼ぶ場面自体が存在しない）、本名を日菜子は忘れかけたことがあった。
変身時は青を基調とした衣装となり、バトンを武器として打撃、魔法と多彩な攻撃を行う。俊敏力が高く行動順が早い反面、攻撃力とMPは低め。
姉妹揃ってアニメ好きで、普段はそれのみ観賞している。ライムに予約をせがむような面もある。
実は一年前にライム共々人間とコモンを繋く実験の事故で亡くなっており、現在の身体はコモンの力によって一時的に蘇ったもの。原種を倒すのには生存しているリフレクターの力が必要で、過去にバレエの演目「人魚姫」の公演の際に日菜子に会った縁があることから、日菜子をリフレクターにした。全ての原種を討伐すれば戦いは終わり、彼女ら姉妹は消滅し、その期間の記憶は消えてしまうことになっている。その言葉通り彼女らが元の世界へ旅立った後にユズらの記憶は完全に消えた…と思われていたが、日菜子が「絶対に忘れない」と願ったことで、ラストシーンで日菜子の中には記憶が戻った（他の仲間については不明）。ライムとは上下関係はなく呼び捨てで呼び合う。ラストで消えてしまうため、クレジット映像には彼女とライムのみ登場しないが、ラストで教室の後ろの黒板に「ヒナちゃんありがとう」の文字が書かれているほか、手描きイラストにも登場している。
『澪』ではコモンの番人としてライムと共にリフレクターたちを見守っている。リセット前の世界では平原美弦へ指輪を渡してリフレクターにした。フラグメントの異変に際しては、平原陽桜莉に対して声を届けてリフレクターになるきっかけを作り、美弦のコモン内で初めて邂逅した際には、断片的ながらも想いを戻す方法を助言した。
『帝』では拠点となる校舎を彷徨う存在として登場しており、愛央たちからは「ユーコ」と呼ばれている。性格は正反対の無感情そのものになり、愛央を「知らない存在」として警戒している。
『燦』では現時点の劇中での登場はないが、無償ガチャ以外のガチャにおいて、ごく稀に発生する確変時においてのみ登場している。
司城 来夢（しじょう らいむ）
声 - 秦佐和子
身長146cm。体重36キロ。ユズの年子の妹。夕月とともに、日菜子にリフレクターの力を与えた。日菜子が空席に座った後、向かって左側の空席に現れた。マシュマロが好き。制服時は他の二人と異なり白のニーソックスを着用している。効率主義的な考えを持つリアリストだが、日菜子のことを大事に思っている。髪はウェーブがかったロングヘア。
変身時は緑を基調とした衣装となり、ぬいぐるみでの間接攻撃を行う。高い攻撃力、MPを誇る反面、俊敏力と防御力が低い。
物語が進むにつれ性格にドライさが現れるように描かれ、人の感情を利用しより強いフラグメントを求めるようになるが、それはあくまで日菜子を助けたり、原種を倒し、世界を救うための行動であり、悪意はない。このことについて一度、夕月と対立した。また、日菜子からは「機械と話しているみたいで怖い」と言われたこともあるが、麻央絡みの一件の時に疑いが晴れた。
『澪』ではコモンの番人として登場し、ユズと共にリフレクターたちを見守っている。ユズと一緒に行動しているため、作中の活躍もユズと同様である。
『帝』では終盤に登場し、物語の重要な役割を担う。
『燦』では序盤より登場しており、ゲーム中では主人公のナビゲーションを務める。
一之瀬 亜子（いちのせ あこ）
声 - 花守ゆみり
日菜子のクラスの女子生徒で放送部。身長149.7cm。体重39キロ。赤い髪をツインテールにしている。お金が好きで、大金を稼ぐことを夢見ている。星ノ宮高校一の情報通で様々な生徒の情報や事件等に詳しい。放送部であるため昼休みの放送のトークも上手い。父親は歌手をしており、彼女には厳しい。寄り道せずに帰るようにいつも言っていたり、アルバイトも禁止である。夢はジャーナリストになることだが、父親に心配をかけてはいけないという思いとの葛藤ゆえその思いを直接伝えられず、それが原因でフラグメントが暴走、その日は丸一日学校に来ず、行方不明となっていた。しかし放課後、無意識の内に学校の屋上に来て苦しんでいたところを日菜子らに助けられた。夢のことを日菜子に励まされ自分の夢を父親に伝えることを決意した。彼女の父のことは日菜子も実は知っており、自分の知っている歌手と同一人物と知った時は驚いていた。
出番が多く、初登場エピソード以降も何らかの形で他の生徒の初登場エピソード等のメインストーリーに絡んで来ることも多い。サブストーリーでは、父親の方針に一度嫌気が差し、動画投稿サイトに動画を投稿する職業（恐らくYouTuberだと思われる）に就いたことがあった。放送部をやっていることもあり、やはりトークが上手く再生数もかなりの数である。そのお陰でお金を沢山稼いだが、ネット上で悪い噂が流れ、また極度の寝不足で授業をサボるようになってしまった上、その動画に一度出演した親友の妹がなりゆきで周囲からいじめられるというトラブルに発展。これがきっかけでフラグメントが暴走し、本音を聞いた際には「あの頃に戻りたい、もう誰かを傷つけるのは嫌だ」と悲しんでいた。しかしそこに、親友の妹のフラグメントが結合し、心の声同士ではあるが亜子と会話をし、その中で「大丈夫、元気だよ」と励ました。これがきっかけで亜子は動画制作の仕事を辞めることを決意、かくして元の彼女に戻った。
井上 千紘（いのうえ ちひろ）
声 - 諏訪彩花
日菜子のクラスメイト。身長152cm。体重43キロ。ピンク色の髪をツインテールにしている。少々照れ屋で口数が少なく、会話時も自ら会話をする場面が少なく、また途切れ途切れに話す。心に悪意を全く持たず、いじめられた際も、成り行き上いじめていた側が悪事を行っていたと発覚しても、「自分のせいで他人が傷付いてしまった」と悲しめるほど心優しい。人見知り故に急に多くの人に囲まれるとパニックになるところもある。皆と同等にもじもじせず話せるようになるように努力するが、なかなか上手く行かない。ぬいぐるみと花が大好きで、いつもぬいぐるみを縫ったり校庭の花壇を手入れしたりしている。ぬいぐるみを作っては日菜子や仲間にいつもプレゼントする。また、スマホカバーも作った。サブストーリーの最後では、フリスぺで連絡先を交換した友人を自ら外食に誘うなど心の成長が描かれた。
斎木 有理（さいき ゆり）
声 - 佐倉綾音
日菜子の同級生。身長159cm。体重45キロ。黒髪のストレートロング。本作での季節は夏のため他の全員は当然夏服であるが、彼女のみ冬服を着ている。非常に頭が切れ、IQ300といわれるほどの実力の持ち主。常に単独行動をしており、授業以外の時間はもっぱら屋上にある空き部屋を先生らに許可を得て研究室にしており、そこで様々な研究をする。常にパソコンを弄ったり難しい本を読んでいる。食べ物の注文もネット頼りのため、一度サイトに繋がらなくなった際、空腹のあまり最も交流時間の長い日菜子に、休日の日の朝に電話をしたことがあった。これを機に、日菜子と色々店を巡って歩くことにしたが、そこでも試着室でもない所で服を脱いだり買ってもいないのにミネラルウォーターを飲んでしまったりする。このような行動には理由があり、実は彼女は「サヴァン症候群」という障害を持つ。コンピューター関連が優れていたり、上記のような常識外れな行動も多い。それもあり高校では「特殊教育課程」に進み、その甲斐もあって普通の学校生活を送れるようにはなったが、他人の感情を読むのは未だに苦手としている。
日菜子との外出が終わり学校に帰るといきなり外へ出てしまい、一瞬フラグメントが暴走したのかと思っていたが、リープした先はコモンの中心であり、フラグメントもなかった。ライムに「もしかして感情が無いの？」と言われた際、心の中がどうなっていたか期待していたが結果が得られず、「自分はがらんどうだ」と言う。しかし日菜子に「感情の無い人が『期待』なんてするの？」と励まされ、彼女自身も知らぬ内に喜んだり悲しんだりしていたことを実感した。しかしその翌日も、朝4時から昨日食べたパフェが忘れられず日菜子に電話を掛けて来るという常識外れな行動は取った。
サブイベントの数は全キャラの中で最も多く、特にほかの仲間と会話をするイベントは一人も欠けることなく用意されている。ほかの人との会話を通し、人の心を少々知ることができたようである。戦いが終わっても日菜子の足が治らないという事実を真っ先に日菜子に明かしたのも彼女である。なお、彼女のみサブストーリーの終盤にコモンに飛び込むミッションがない。
『澪』ではAASAの関係者となっており、リフレクターや原種の知識を持っている。現在起きている危機を知らせるべく白樺都に接触し、その後も都に協力しつつ交友を深めていく。
真田 凛（さなだ りん）
声 - 伊藤はるか
日菜子のクラスメイトでテニス部所属。身長155cm。体重53.5キロ。髪はポニーテール。中学時代に一緒だった先輩の男子に恋をしている。序盤に登場し、学校の屋上にいた日菜子らに恋愛相談をするが、告白しようとするもなかなか決意を固められずにいた。このことでフラグメントが暴走してしまい、日菜子らに助けられ、その後改めて日菜子らにアドバイスを貰い、思い切って想いを伝えることを決意。その後は積極的に先輩と関わっているという。非常に食い意地が張っておりカラオケなどでお菓子を大量に注文するなどする。
前述の食い意地の張る性格や、ぽっちゃり気味の体型から食べる専門なのかと思われていたが、実は料理をするのも得意。その実力を日菜子などに披露した際、文化祭でのテニス部の出し物も料理にしたらどうかと提案され、実際にテニス部の先輩に凛が相談したところ、本当に料理の店を出すということになった。しかし、部のみんなは何を出すかということは凛に任せっきりで、そのことに対する凛のイライラが爆発し、フラグメントが暴走した。その後、日菜子から「誰かが後押しすれば、みんなも動けるのではないか」とアドバイスを受けて、無事に部の出し物が決まった。
他の生徒とはシャツの色は同じだがデザインは異なっている。
菅本 しほり（すがもと しほり）
声 - 小松未可子
日菜子のクラスメイトで、茶髪のサイドポニー。身長162cm。体重47.5キロ。女性としての嗜みをいつも大切にしており、お洒落は欠かさない。いつも学校にはメイクをして来ており、常日頃から用品は持ち歩いている。このため男子生徒からモテているが、彼女にとっては皆ただの「友人」という感覚である。メイクをしていない女子生徒を見ると、お洒落を教えずにはいられない。日菜子と有理は彼女のこの性格のためにお洒落を教えられた（しかしその後も日菜子はメイクはあまりしていない様子）。
日菜子に対しては特別な感情を持っており、下着の交換を迫るなど大胆である。一度日菜子のいぬ間にこっそりと日菜子の下着を窃盗同然のごとく着たことがあったが、すぐに日菜子に迫られ交換し直した。日菜子に対しこのような感情を持っていたのには理由があり、自身が憧れているデザイナーにしぐさ等がそっくりであったため。実はそのデザイナーは日菜子のおばで、それを知った時には大いに喜んだ。
多谷 史緒（たや ふみお）
声 - 白城なお
日菜子の同級生で、特待科のピアニスト。身長150cm。体重35キロ。ウェーブのかかった髪で片側は結んである。思考だだもれで思ったことを包み隠さず口にしてしまう上、本人もそのことに全く気付いていない。絶対音感を持っており、微妙な音や音楽に対する拘りも強い。スパルタ教育の結果、天才と呼ばれる腕を持つに至った。父親はIT企業のSEが専門職。
精神的に追い詰められる「デスマーチ」と「トリアージ」が好きで、一度実践して倒れたことがあった。その理由は、大きめの演奏会が控えており自分の求める完全な音に辿り着くために徹夜で練習していたためであった。その翌日、日菜子の元へ来て「ピアノが上手くなった」という報告をするが、「保健室のピアノを弾いたら上手く弾けた」という明らかに可笑しな内容であった上、テンションが突如可笑しくなり心が暴走してしまう。暴走を止めたさらに翌日に詳しく話を聞くと、上記のように「デスマーチ」を実践して倒れ、保健室に運ばれた際、そこでピアノを弾いた夢を見たのだという。祖母がおり、彼女にも叱られたが、有理にデスマーチを勧めるなど反省の色は見えていない。
鳴宮 圭（なりみや けい）
声 - 徳井青空
日菜子のクラスメートでバスケ部に所属している。身長168cm。体重50キロ。メインの登場人物の中では2番目に身長が高い。クラス内でも困った人がいると放っておけないお節介焼きとして知られている。その一方少し抜けていることがあり、その言動などで周囲を驚かせたりしてしまうこともある。また、曲がったことや卑怯なことが嫌いで、スポーツなども正々堂々を好む。
日菜子がクラスに溶け込めず昼休みに一人でいたところを心配し、共に弁当を食べるのに誘ったのが二人の出会いである。その後、日菜子と仲良くなることを試みるが、一度日菜子に拒否をされてしまう。しかし、その後半ば強引に日菜子を自身との水泳の勝負に誘う。結果は引き分けだったが、これが二人が仲良くなったきっかけでもある。
ある試合で同じバスケ部の先輩たちと上手くプレーをすることができず、改善するには先輩たちと自身とのチームワークをより深めればよいと考え、先輩たちとタメ口で話すことを試みる。しかし、先輩たちはそのタメ口が生意気だ、などと感じて、圭と衝突をしてしまう。それでも圭がタメ口で話すことを諦めなかったため、先輩たちに「今度の球技大会で私たちのチームに勝ったらタメ口で話しても良い」と勝負を持ちかけられて、圭はそれを引き受けた。圭はまずその大会に向けて自身のチームをつくるために同じバスケ部の部員などを誘うが、先輩たちが圭自身のチームをつくらせないようにバスケ部の部員などに根回ししていたため、誰もチームに入ろうとはしなかった。しかも、その状況を知らずに必死になって自身のチームに勧誘している圭の姿を、惨め、哀れだなどと物陰で嘲り笑っていた。日菜子はそのことを全て知っていたものの、圭には言わず、彼女からのチームへの勧誘を引き受けた。その後、梨佳もチームに加わり無事にチームのメンバーは揃ったが、他のバスケ部員から避けられている態度を変えられることはなく、「陰でコソコソやっていて正々堂々ではない」と怒りが爆発して、フラグメントが暴走してしまう。しかし、その後本番の球技大会では圭がほぼ自分の力のみで先輩のチームに圧勝。約束通り、タメ口が許されて一件落着となった。
西田 早苗（にしだ さなえ）
声 - 千本木彩花
日菜子と同じ中学出身の少女。身長157cm。体重48キロ。中学時代、日菜子と同じ中学校であったことから、高校でも気にかけてくれている（ただし同じクラスだったことはなく、日菜子は今回が初対面となる）。優しい心の持ち主で、日菜子に憧れをいだいている。物語の冒頭でユズやライムよりも早く直接的に登場し、日菜子と同じ学校に通えるのは嬉しいと喜んでいた（これには日菜子側も良い印象を受けたようで後に麻央の悪い考えに取り込まれた際にはこの時の台詞も浮かんだ）。しかし、早くも喜びの感情が暴走し、日菜子は久々の登校早々コモンに入ることになった。
意外にもラップが好きであり、日菜子とラップ対決をしたこともある。料理部であるためその腕も確かで、必要最低限の物しか食べない有理を厳しめに指摘するなどしている。
メイン・サブストーリー共に、亜子同様オプションとして絡むことが多い。
蜷川 麻央（にながわ まお）
声 - 内山夕実
背の高い日菜子の同級生。身長170cm。体重51キロ。メインの登場人物の中では最も背が高い。黄緑のショートヘアー。女子高生である傍ら、プロの女優としての一面も持ち、その演技力は抜群。優等生で心が広そうなふるまいをするが、その本心は卑劣で残忍で、他人をあの手この手でどん底に陥れて楽しむ冷酷さを持つ。彼女が本格的に登場する第8章までに起こった、千紘に窃盗の責任を押し付けた生徒の件や、梨佳らを失望させた盗難事件などは全て彼女が黒幕として絡んでいた。さらに人魚姫の主役に決まった日菜子に対しても、原作とは全く違う台詞であることに加え足の怪我のトラウマを掻き毟るような脚本を書き、精神的に苦しめた。他の生徒らと異なり日菜子らを強制的に、無意識にコモンにループさせる能力を持ち、その時はコモンの中心に引き込む。またフラグメントの発生の仕方も他の生徒と違い、黒いオーラの出ている不気味なフラグメントである。それをいざ日菜子が固定化しようとすると、暗闇が大きく広がり日菜子を恐怖に陥れたりもした。しかし、その中に唯一光る物が見え、それが彼女の純粋な思いの部分に当たる。しかしそれに触れようとすると、またも無意識に日菜子らを現実に引き戻した。ユズとライムもこれは想定外であったようで困惑していた。さらに原種が来た際は、指輪を嵌めていないにも関わらず動くことが可能で、原種を攻撃も可能である（しかし原種の存在に気付いたのは第8章からであり、その前までは指輪なしで動けるほどの力はなかったと思われる）。
彼女がこのような歪んだ性格になったのには理由がある。彼女の両親は麻央に演劇活動をさせていたのだが、金に貪欲な夫婦であり、双方共に財産目当てに離婚をして麻央をそのためだけに自分の元に誘おうとする非常に冷酷な性格である。娘の儲けのために秘密を暴露したり、そのせいで親しかった友人らは誰も麻央に関わらなくなっていった。このような思いを過去に経験したのが原因で「人間は皆自分勝手」という考えを持つようになり、その人間を痛め付けようと周囲の仲間をどん底に陥れようとしていた。コモンの中に入った日菜子は、この悪い考えに引き込まれそうになり、苦く理不尽な思い出が蘇って来ていた。しかしその時、彼女の中の良い思い出が声として聞こえ、麻央の悪意を認めないと意思を強く持ち、かくして彼女のフラグメントを固定化できた。
その後もなお日菜子を痛め付けようとしていたが、原種が襲来し、ライムから指輪を託された際に日菜子の暖かな記憶が流れ込み、これがきっかけで、言い方はきついものの迷っている日菜子を励ましたりするようになる等、周囲の仲間を陥れようとはしなくなった。心の何処かで日菜子を認めたのか、人魚姫の演劇の主役を当初の構想通り日菜子に譲った。他の仲間との馴れ合いは基本的にしないがフリスぺでのチャットやデートは可能。口では日菜子を「嫌い」と言うが、心を助けられて以降は完全に嫌ってはいないようである。
このような重要な役割を担うキャラであるためか彼女中心のエピソード以前にもメイン・サブストーリー共に登場することがあり、その時は口調が穏やかで人当たりも優しい感じである。また制服の仕様が他の生徒らとは異なり、上着には星ノ宮高校のロゴがなく、スカートは黒字である。上記のような人生を歩んで来た影響か、他の生徒らと比べ目は据わっている。
三井 香織（みつい かおり）
声 - 清水彩香
日菜子のクラスメイト。身長164cm。体重49キロ。金髪にウェーブのかかったロングヘアで、唯一素足のまま靴を履き、いつもカーディガンを着ている（カーディガンキャラを崩したくないという理由から）。梨佳とは中学の時から仲良しで当時は陸上部で共に活動していたが、高校では入っていない。その理由はいい結果が出るとも思えないからというもの。メインイベント完了後も陸上部には結局入らない。中学時代に憧れていたマキという先輩が窃盗を働いた（しかし元凶はマキ本人ではない）ことでショックも受けたため尚更である。しかしその後もう一度彼女と梨佳に纏わるメインエピソードがあり、その時に梨佳が中学時代の香織の姿を語ったことで、「陸上部復帰については考えておく」という趣旨の考えを口にした。陸上時代は梨佳よりも足が速く、下記の一件の際に彼女に引っ張られながら学校へ帰って来た時には自分より早くなった梨佳に対し、複雑な感情を抱く。フラグメントも暴走したがいつものように日菜子らに助けられた。さらにこれがきっかけで、ユズとライムは自分達の真相を話す覚悟ができた。
ゲームが大好きで、大抵はスマートフォンのゲームを遊んだり、日菜子ら友人をそれに誘ったりしている。周囲の人間は年齢・性別問わず親しい人達は皆友人という考えも持っており、子供に対しても優しい。その気さくさはネットオカマ（ネカマ）で女性だと思っていた人物が男性であっても意気投合し、共にファミレスに行こうとしていたほど（途中で梨佳に強制送還させられるが）。そのため友人の悪口を言われた際には激怒するなど、見た目の不良っぽさに似合わぬ正義感も持ち合わせている。
森川 更紗（もりかわ さらさ）
声 - 加隈亜衣
中学時代に日菜子としのぎを削っていたバレエダンサー。身長154cm。体重41.5キロ。赤色の髪。舞踏の天才であり、バレエはもちろん、ダンスなどのあらゆる踊りに秀でる天才。日菜子と良き親友であり良きライバル。バレエを踊るのは日菜子を常に目標としている。そのため日菜子が足を怪我した際には目標となる人物がいなくなることに悲しみと恐怖を覚えていた。彼女にとって日菜子はエトワール（一番星の意）であり、そのため日菜子が足を怪我した際は、口には出さなかったがリハビリの本を沢山読んだり、常に日菜子を気に掛けて来た。
通常、一人がコモンにリープすると他の皆もリープするが、彼女がメインストーリーに於いて二度目の暴走をした際は日菜子が一人の状況の時にリープしても、その前に上述のように嘘を付いていたことをユズらから聞かされ心がユズらから離れかけていたからか、彼女らはリープして来なかった。
『帝』ではゲスト人物として登場する。
芳村 梨佳（よしむら りか）
声 - 茅野愛衣
日菜子のクラスメイト。身長156cm。体重47キロ。陸上部に所属している。香織と大の仲良し。中学時代、上記のマキ先輩に憧れて香織と共に陸上を始めたが、高校に進学した現在は彼女一人のみ陸上を継続している。何をするにもとにかく普通の結果しか出せず、周囲から「普通」と言われるのを気にしている（ユズが違う意味で『普通』と言っても反応するほど）。有理でさえ普通の女子のあり方を知るために彼女と会話をしたほどである。香織には何とか陸上部に戻って欲しいが、なかなか戻ってはくれず戸惑っている。しかし物語終盤、香織がネカマに会い急いで連れ帰った出来事の際、「今の香織は見てられない」「走りたいのは香織を見ていれば分かる」と本音を口にした。それを機に香織側も陸上に戻ることを考えておくと発言した。
正式な登場は第6章からであるが、実は圭のサブイベントを進めて行くと正式登場前であるが登場する。

## 原種
『幻』時点で星ノ宮及び世界中の特異点を襲ってくる、世界の管理者及び管理者候補である、高次元の存在。デザインはYockyが担当。
イェソド
第1の原種。炭化し朽ち果てた巨大な木と数多の人間が融合したような醜悪な巨躯が特徴的で、人型の上半身と四肢を持つ獣型の下半身を持っている。
上半身の頭から発する光線と、様々な武器の形状に変形する上半身の両腕、そして身体の各所に生え、覆っている無数の腕が主な攻撃手段となっている。
名前の由来は「基礎」の意味の名を持つ第9のセフィラ「イェソド」。
コクマー
第2の原種。大聖堂と重戦車が融合したような機械的な外見を持つ。
尖塔を彷彿とさせる6本の長距離砲、車体に多数装着した副砲からの掃射、そして車体の先端にある主砲から砲撃を使い分け、それらの砲撃は一個師団にも匹敵するほどの凄まじい火力を誇る。さらにキャタピラによる旋回薙ぎ倒しや体当たり攻撃も駆使する。
名前の由来は「知恵」の意味の名を持つ、第2のセフィラ「コクマー」。
ティファレト
第3の原種。機械仕掛けの巨大な黄金の蝶のような姿をしている。
ゆらゆらと空中を浮かぶようにして移動し、羽根から放つ誘導性の光弾、中央の胴体から照射される長距離かつ高威力のレーザーによって地上の敵対者を撃滅する。
名前の由来は「美」の意味の名を持つ、第6のセフィラ「ティファレト」。
ネツァク
第4の原種。巨大なランスと大盾を携えた、全身が結晶化した戦乙女のような外見をしている。
ティファレトと同じく移動手段は主に飛行だが、ジェット戦闘機をも凌ぐ圧倒的な機動力で空中を縦横無尽に飛び回る。そしてランスによる斬撃や突きはもちろん、先端から長射程かつ高威力のレーザーによる砲撃を放つ。その他にも大盾をブーメランのように投擲する攻撃や、背中から結晶の羽根を射出し、空対地ミサイルのように撃ち出して爆撃することもできる。『澪』では、第15特異点「月ノ宮」を消滅させた元凶だったことが判明する。
名前の由来は「勝利」の意味の名を持つ、第7のセフィラ「ネツァク」。
ダアト
『幻』のラストボス。巨大な翼を持つ真紅の魔神のような姿をしている。
100万年前の争いの勝利者であり、コモンの化身とも呼ばれる、世界の管理者。100万年前の争いで人間の想いが最もエーテルを生み出すと考えており、実際に人間の想いを糧としたダアトは100万年前の争いで容易く勝利した。ダアトは世界システムを利用して、人間の住みやすい環境へと世界を作り替えられた。しかし、100万年後の人間が複雑な生き方をするようになり、想いや絆などを大切にしなくなったことを思いダアトは、「世界を守るために人間の意識を一つにする」ことを決意する。しかし、日菜子達に倒され絆の力に敬意を示し日菜子達、人間を認めた。しかし、『澪』以降、次なる管理者が生まれないまま争いが終わったことで、世界の不具合が起きることになる。
剣・槍・杖・大剣・双剣と5つの強大な力を秘めた武器をそれぞれ召喚し、自由自在に使いこなすことができる。その他にも掌から凄まじい電撃や衝撃波を放ったり、流星雨を降らせたり、ブラックホールを発生させるなど豊富かつ強力な攻撃手段を持ちあわせている。
名前の由来は生命の樹の深淵の上に隠された形で存在する、「神の真意」を意味する名を持つ隠されたセフィラ「ダアト」。

## BLUE REFLECTION RAY/澪
テレビアニメ『BLUE REFLECTION RAY/澪』（ブルーリフレクション レイ）は、2021年4月から9月まで毎日放送・TBS『アニメイズム』B1枠ほかにて2クールで放送された。2022年1月15日から16日にかけて、全話リテイク版がニコニコ生放送で配信された。
メディア別に展開される「BLUE REFLECTION」プロジェクトの1作品。「幻に舞う少女の剣」を原作に、原作では消滅したと語られていた第15特異点「月ノ宮」を舞台に、コモンが閉ざされ多数のリフレクターが生まれる状況の中、新たな登場人物たちによる物語が描かれる。
公式サイトの用語集より、「幻に舞う少女の剣」において白井日菜子の活躍により世界がリセットされ、新たな理が生まれた世界が舞台であることが明言されている。

### 登場人物
平原 陽桜莉（ひらはら ひおり）
声 - 石見舞菜香
月ノ宮女子高等学校の1年生。飾り気がなく常に明るく真っ直ぐで、誰とでも仲良くなれることが特技。困っている人を放っておけない性格で、考えるよりも先に身体が動く。一方で自分の悩みは隠し続ける節がある。幼いころから共に過ごしてきた姉のことを大切に思っており、現在は行方不明になった姉を探し続けている。
転校してきた瑠夏と出会い、白樺都を助けるためにリフレクターに目覚めて以降、想いを守るためにフラグメントを巡る戦いに巻き込まれていく。
リフレクターに変身するとピンクを基調とした衣装となり、さらに髪の色もピンクに変わる。日菜子と同じ透明な剣を武器として使用する。『帝』では記憶を失ったヒロインの一人として登場しているが、美弦のことだけは覚えている。
『燦』ではAASAの関係者で教導員として日ノ杜学園に派遣されるが、教え方がかなり大雑把。
羽成 瑠夏（はなり るか）
声 - 千菅春香
月ノ宮女子高等学校に転校し、陽桜莉の同級生となった少女。物静かで人との接し方が不器用であり、周囲からはクールな一匹狼に見られることもある。
かつて見知らぬ同級生の苦悩を知りながらも、手を差し伸べられなかった自分を悔やみ続けており、都を救おうとする陽桜莉の姿を見て「私は変わりたい」と強く願ったことでリフレクターとして目覚める。バディとなった陽桜莉の姉探しに手を貸すことを誓い、フラグメントを巡る戦いに巻き込まれていく。
月ノ宮に転校した理由は、両親と離れて暮らすことになり、寮のある学校を選ぶ必要があったため。元々羽成家は転勤が多く、合わせて瑠夏も転校を繰り返していた。その生活の中で人間関係を築くのを難しく感じていた瑠夏は両親の海外赴任を機に日本へ残ることを決めた。
リフレクターに変身すると青を基調とした衣装となり、武器は透明な剣を弓矢に変化して使用している。
田辺 百（たなべ もも）
声 - 高倉有加
陽桜莉、瑠夏のリフレクターとしての先輩。18歳。通称はモモ。高校を留年した後に中退しており、現在はコンビニバイトで生計を立てている。面倒見が良く、人から慕われる姐御肌の持ち主。現在は非常に落ち着いているものの昔は荒れていたようで、時折言動に名残が見え隠れする。
AASAから依頼を受けてリフレクターとなり、フラグメントの異変を調査すべく行動している。陽桜莉と瑠夏をリフレクターとしてスカウトし、的確なアドバイスを与えながら共に戦う。変身すると黄色を基調とした衣装となり、武器は大剣を使用している。
白樺 都（しらかば みやこ）
声 - 大和田仁美
陽桜莉の同級生。強気でハッキリとした物言いをする。裕福な家庭に生まれ周囲からは羨ましがられているが、周囲や家族からも「本当の自分」を見てもらえないことを苦悩し続けている。自分を見つけてもらうためにビーズなどの輝くものを好んでいる。
一度目に想いが暴走した際には、詩によってフラグメントを狙われるもリフレクターに目覚めた陽桜莉と百によって救出される。その後玄関に飾っていた自作の写真立てを母に捨てられたことがとどめとなり、二度目の暴走を果たす。暴走の中で陽桜莉と瑠夏が「本当の自分」を見つけ出したことにより救われ、居場所を見出した。二人のリフレクターとしての活動をサポートするべく、家を飛び出して入寮し、以後行動を共にする。
平原 美弦（ひらはら みお）
声 - 上田麗奈
陽桜莉の姉。物事に対して冷静で、どこか儚げな雰囲気を持っている。幼い頃に父親を亡くし、母親も5年前に行方不明になって以降は姉と2人で暮らしてきた。それ故に、唯一の家族である陽桜莉を何よりも気にかけており、陽桜莉にとっては、どんな時でも優しく支えてくれた親代わりのような存在でもある。
水崎紫乃から赤い指輪を渡されたことでリセット前の記憶を取り戻しており、陽桜莉の想いを壊さないため、リセット前の世界における罪を償うために、想いの管理を掲げる紫乃に同調。有理から渡された青い指輪を家に残し、陽桜莉の前から姿を消す。中盤にフラグメントを狙うルージュリフレクターとして百と刃を交える。
リセット前の世界でのリフレクターに変身した姿は、月を印象とした衣装だった、リセット後の世界では赤い指輪を使い変身した姿は、黒を基調とした衣装となり、剣による攻撃だけでなく、鎖を使った攻撃を得意とする。物語中盤からは、紫乃によりイローデットに変異してしまう、基本的な戦闘能力が強化されており強力な光線を使った攻撃も行う。物語終盤からは、イローデットからリフレクターに戻り、イローデットの姿である薔薇を印象する姿とリフレクターに変身した姿の黒を基調とした衣装が合わさった姿になる。
『帝』では記憶を失ったヒロインの一人として登場しているが、陽桜莉のことだけは覚えている。
山田 仁菜（やまだ にいな）
声 - 玉城仁菜
少女たちのフラグメントを狙うルージュリフレクター。通称はニーナ。元は家出少女であったが、絶望の中で美弦に救われる。以来美弦のことを「お姉さま」と慕い、美弦のために生きたいと願って戦うようになる。荒んだ生活が長かったこともあり直情的で、過去に縛られることを強く嫌い、美弦以外に対しては言葉遣いが荒っぽい。詩とバディを組んでいる理由は、美弦と紫乃から指示を受けたため。本来は美弦とバディを組むことを望んでいたが、美弦のためだと自分に言い聞かせてバディを組むことを了承した。
物語開始時点ではバディの詩と共にフラグメントを回収しているが、 共鳴によって美弦の記憶を知った後は、美弦が苦しむ原因となった陽桜莉を目の仇にして執拗に狙うようになる。時空が歪みを迎えた後は、美弦を救うべく詩たちの元を去り、やがて陽桜莉たちに味方する。
幼少期は問題のある家庭で育ったため戸籍がない。母親（声 - 森なな子）は男に刺されて死亡したことが示唆されている。その後は、帰る場所もなくただ駅前をさまよっていると、望（ 声 - 石上静香）と名乗る少女が現れ、彼女の部屋で居候させてもらい、次第に望と仲良くなった。しかし、望の上司である、ヤクザの組長の咲希の怒りを買ってしまい、仁菜の元から離れてしまう、別の後任の望が彼女の部屋にやって来て仁菜は驚くが、後任の望はこの部屋が「望部屋」と呼ばれ、望とは人の名前ではなく咲希のグループから与えられた称号であることを知る。それを知った仁菜は、激怒して咲希の殺害を決意するが、一歩手前で、美弦が現れ彼女の言葉で救われた。
コモンでの決戦後、百とコンビを組み美弦の行方を追っている。
駒川 詩（こまがわ うた）
声 - 田辺留依
少女達のフラグメントを狙うルージュリフレクター。飄々としておりマイペースな性格。痛みこそが生きている実感を与えてくれると思っているため、常に身体的、精神的な痛みを求めている。そのため、あえて粘着質な話し方で相手を挑発することによって、暴力や罵詈雑言を自分に向けさせようとしている節がある。
同じルージュリフレクターである仁菜の辛辣な言葉遣いや、冷たい態度に一目惚れしており、仁菜とバディを組んでフラグメントを回収している。
『帝』でも記憶を失ったヒロインの一人として登場するが、『澪』とは変わって大人しく素直な性格をしており、一方で人の気持ちを察するのが苦手な面を持つ。
水崎 紫乃（みずさき しの）
声 - 井澤詩織
美弦をお姉ちゃんと呼び慕っている少女。病気がちのため外出することはほとんどなく、美弦が身の回りの世話をしている。
かつて黒いポータルから現れた少女に連れられ未来世界に連れて来られその際に、「何か」（本人曰く神様とのこと）に触れたことで灰病を発症するも、その少女により世界がリセットされる前の記憶と、強制的に記憶を共鳴させることができる赤い指輪を手に入れたことで、「新人類"イローデット"による旧人類たちの想いを管理する」ために行動を始め、美弦に赤い指輪を渡した。
聖イネス学園をイローデットの力によって支配しており、ルージュリフレクターらと共に他の学園の施設を好きに使い、誰に邪魔されることなく日常生活を送っている。
リセット前の世界の記憶では母親の手によって、聖イネス学園の母体となる新宗教「聖イネス教」における教祖「ネクナン」に祭り上げられており、女子高校生を中心に人気を集めていた。双子の姉である加乃と共に1人の「紫乃」を演じさせられており、紫乃は救世主の役割を負わせられていた。聖痕と称して身体的虐待を受け続ける加乃に心を痛め続けていたが、やがて母親から加乃の心臓から採取した血液を無理やり飲ませられたことで遂に逃亡し、道中に美弦と出会って手を差し伸べられるも偽善と拒絶し、ビルから飛び降りて自死した。
コモンでの決戦後、陽桜莉と瑠夏の活躍により、体内の灰は浄化され普通の少女に戻り、平原家の養女として暮らしながら普通の学校へ通っている。
イローデットに変異した姿は、カラスを印象とした衣装になる。彼女の能力は、降灰をコントロールしたり、降灰を集めて兵器を生み出したりできる。さらに周りの人間を灰病にして洗脳したりすることができる。しかし、弱点もあり、イローデットの力を使い続けると体内の灰に体を侵食される。第20話で紫乃は自らのフラグメントを破壊してしまい、その影響で体内の灰が暴走してしまう、第23話と第24話でさらに異形なイローデットへと変異してしまう。さらに変異した姿は、女王バチのような姿になり、コモンにいるモンスター達を支配したり、エーテルエネルギーを吸収能力も獲得している。
橘 涼楓（たちばな りょうか）
声 - 平山ゆりか
亜未琉の幼馴染。中性的でクールな雰囲気をまとい、学校でも非常に人気がある。相手の良いところを見つけるのが上手で、それを不意に口にすることで、相手の気を引いてしまうことが多い。誰とでも対等に接するが、亜未琉のことになると熱くなってしまう一面がある。
物語中盤から登場するが、ある出来事がきっかけでリフレクターになることを決意する。リフレクターに変身した姿は、赤を基調とした衣装となり、武器は剣を巨大な音叉に変化して使用している。
皇 亜未琉（すめらぎ あみる）
声 - 真野あゆみ
涼楓の幼馴染。非常にお人好しで、涼楓に好意を寄せている。物語開始時点でとある事情から想い（フラグメント）を失っており、自分の意志で何かを決めることができず、選択を迫られると直ぐに落ち込んでしまう。そのため、問題が起きるとすぐに涼楓を頼る節がある。リフレクターに変身した姿は、黄色を基調とした衣装となり、武器はチャクラムを使用している。
司城 夕月（しじょう ゆづき）
声 - 高野麻里佳
陽桜莉に声を届けた不思議な少女。作中ではユズと呼ばれる。詳細は「ブルー リフレクション 幻に舞う少女の剣#登場人物」を参照。
司城 来夢（しじょう らいむ）
声 - 秦佐和子
陽桜莉に声を届けた不思議な少女。作中ではライムと呼ばれる。詳細は「ブルー リフレクション 幻に舞う少女の剣#登場人物」を参照。
斎木 有理（さいき ゆり）
声 - 佐倉綾音
白樺都に接触したAASA所属の少女。詳細は「ブルー リフレクション 幻に舞う少女の剣#登場人物」を参照。
高岡 由紀子（たかおか ゆきこ）
声 - 佐伯伊織
H♡-KAG♡で人気のグループチャット「由紀姫の魔法部屋」を運営する少女。極めて病弱であり、自室で療養生活を送り続けてる。
後に『燦』にてイローデットの力を得たヒロインの1人として登場している。
靭 こころ（うつぼ こころ）
声 - 高柳知葉
AASAのリフレクター候補。詳細は「BLUE REFLECTION TIE/帝#登場人物」を参照。
杉浦 佳奈（すぎうら かな）
声 - 鈴代紗弓
月ノ宮女子高等学校1年生、クラスはC組。
2027年6月頃に駒川詩にフラグメントを抜かれた後も副作用により心を失うことはなく活動していた。そして自分と同じように感情を抜き取ることが正しいと考えるようになる。詩と協力関係になり、複数の少女にその考えを説くためにおびき寄せ、少女の想いを詩に抜き取らせていた。しかし、対象となる相手に「自分」について問われた際に自分が死んでいるのと同じだと気付き、心を失い始め、感情のない状態で病院での寝たきり生活となっていた。その後は、AASAとリフレクターの活躍によりフラグメントは、元に戻っている。
藤井 歩（ふじい あゆむ）
声 - 北守さいか
第5話で初登場した月ノ宮女子高等学校の生徒。
第6話で駒川詩にフラグメントを抜かれる。その後は、フラグメントを取り返すため、瑠夏を襲おうとするが、涼楓によって阻止された。
矢崎 由真（やざき ゆま）
声 - 幸村恵理
第4話に登場する月ノ宮女子高等学校のテニス部に所属。
幼い頃からテニスのシングルス大会で優勝した実績がある。しかし内気な性格からいじめを受けていた過去を持つ。そのため、江間と嫌われたくないと思うあまりテニスの実力が思ったように伸びない江間には気付いていたものの、練習メニューを変える提案を打ち出せないでいた。
しかし江間は自分の実力に合わせているだけと口にしてしまいフラグメントが暴走するきっかけとなってしまう。帰宅時に暴走したところを聖イネス教のルージュリフレクターに狙われるがブルーリフレクターによってフラグメントの固定化により成功。後日、新しい練習メニューを自分の口から江間本人に伝えることができるようになった。
江間 香織（えま かおり）
声 - 飯田友子
第4話に登場する月ノ宮女子高等学校のテニス部に所属。
同じ部の矢崎由真とは非常に仲が良く、ダブルスでの相性が良いため「えまゆまペア」と呼ばれている。期待の星でありファンも多い。負けず嫌いな性格で実力は本人曰く由真の方が上。
平原姉妹の母
声 - 氷上恭子
21・5話に登場。平原陽桜莉と平原美弦の母親。
夫は陽桜莉が物心付く頃に他界し女手一つで姉妹を育てるが、陽桜莉が騒がしいといった周囲の住人からの苦情に悩む。
そして美弦が中学生の時の晩、2人にカレーを用意した後「電球を買いに行く」と言い残し、後日自宅に通帳と印鑑を置いて行方不明となる。
それから5年後、平原姉妹は詩に伝えられた居場所を手掛かりに長年探し続けた母と再会するが母は姉妹を拒み、話すことを拒否。それでも諦めず再度訪れた姉妹の説得により母は謝罪ではなく感謝の言葉を伝え、3人は和解。その後は、紫乃を養女として引き取る。
紫乃の母
声 - 石井未紗
紫乃と加乃の母親。リセット前の世界では、紫乃と加乃が瓜二つの双子であることを利用し、加乃をネクナンの代役だけでなく、紫乃に反抗させないために本人ではなく加乃に虐待を行っている。紫乃が14歳の頃、儀式のために加乃を殺害し、加乃の血液を紫乃に飲ませている。リセット後の世界では、灰病を発症した紫乃により灰病にされる。
水崎 加乃（みずさき かの）
声 - 井澤詩織
水崎紫乃の双子の姉。
リセット前の世界では双子の妹である「紫乃」を演じており、殉教者の役割を負わせられていた。聖痕と称して虐待を受け続けており、やがて母親によって殺害された。

### スタッフ
- 原作 - コーエーテクモゲームス『BLUE REFLECTION 幻に舞う少女の剣』[12]
- 監督 - 吉田りさこ[12]
- シリーズ構成 - 和場明子[12]
- キャラクター原案 - 岸田メル[12]
- キャラクターデザイン - 菊田幸一[12]
- 美術監督 - 三原伸明
- 美術設定 - 三原伸明、三浦智
- 色彩設計 - 舩橋美香
- 撮影監督 - 高橋明裕
- 編集 - 須藤瞳
- 音響監督 - 岩浪美和[12]
- 音楽 - 篠田大介[12]
- 音楽プロデューサー - 酒井康平
- 音楽制作 - DMM music
- プロデューサー - 高篠秀一、青井宏之
- アニメーション制作統括 - 松倉友二
- アニメーション制作プロデューサー - 岡田耕二
- アニメーション制作 - J.C.STAFF[12]
- 製作 - DMM pictures、MBS

### 主題歌
「DiViNE」
西沢幸奏のソロプロジェクト「EXiNA」による第1クールオープニングテーマ。作詞は西沢がShiena Nishizawa名義で行い、作曲・編曲は篤志が担当する。
「アトック」
藍井エイルによる第2クールオープニングテーマ。作詞はEir、作曲・編曲は津波幸平。
「最深」
ACCAMERによる第1クールエンディングテーマ。作詞・作曲はsyudou、編曲はTomoLow。
「fluoresce」
ACCAMERによる第2クールエンディングテーマ。作詞・作曲は栗山夕璃、編曲はNaoki Itai。

### 各話リスト
| 話数   | サブタイトル                           | 脚本     | 絵コンテ              | 演出                | 作画監督 | 総作画監督                                 | 初放送日       |
| ------ | -------------------------------------- | -------- | --------------------- | ------------------- | --- | ------------------------------------------ | -------------- |
| 第1話  | 消えない光                             | 和場明子 | 吉田りさこ            | 原田奈奈            | 村上雄 橋口隼人 中村真悟 館崎大 吉田尚人 趙暁昕                                                                  | 菊田幸一                                   | 2021年 4月10日 |
| 第2話  | 友、一人もなく                         | 和場明子 | 杉島邦久              | 熊野千尋            | 野上慎也 那須野文                                                                                                | 谷川政輝                                   | 4月17日        |
| 第3話  | 本心隠して                             | 和場明子 | 吉田徹                | 石田美由紀 海宝興蔵 | 村上雄 西野佳佑 前原薫 館崎大 吉田尚人 STUDIO MASSKET                                                            | 菊田幸一                                   | 4月24日        |
| 第4話  | ないものねだり                         | 和場明子 | 川島宏                | いわもとやすお      | 粟田香菜子 河野直人 中熊太一 村上雄 胡峰成 花猫 劉云留 江涌                                                      | 音地正行 谷川政輝 谷口元浩                 | 5月1日         |
| 第5話  | 何もみえないわたし                     | 和場明子 | 森川さやか            | 田中瑛              | 小川浩司 中山由美 彭佩琦 山中いづみ                                                                              | 菊田幸一                                   | 5月8日         |
| 第6話  | 心に茨を持つ少女                       | 水上清資 | 杉島邦久              | 所俊克              | 桜井木ノ実 花輪美幸 Du Wei Feng Chen Liang                                                                       | 永川桃子                                   | 5月15日        |
| 第7話  | お願いだから欲しいものを手に入れさせて | 水上清資 | 高田耕一              | 則座誠              | 坂本哲也 村上雄 袴田裕二 龍光 明光 K-PRODUCTION                                                                  | 音地正行 坂本哲也                          | 5月22日        |
| 第8話  | パニック                               | 和場明子 | 鈴木行                | 石田美由紀          | 村上雄 堀光明 前原薫 寿門堂 Jumondou Seoul                                                                       | 菊田幸一 村上雄 坂本哲也                   | 5月29日        |
| 第9話  | 彼女の言ったこと                       | 菅原雪絵 | 川島宏                | 田中瑛              | 村上雄 坂本哲也 堀光明 林信秀 三沢聖也 セブンシーズ CAO JIAHUA Huang Fang Dogwood K-PRODUCTION                   | 出野喜則 村上雄 坂本哲也                   | 6月5日         |
| 第10話 | 墓を掘る美しい娘たち                   | 水上清資 | 宮浦栗生              | 熊野千尋            | 野上慎也 安斉佳恵 Lee Sang Jin Shin Hyung Sik 桝井一平                                                           | 菊田幸一 村上雄 坂本哲也                   | 6月12日        |
| 第11話 | わたしに有罪宣告を                     | 和場明子 | 杉島邦久              | 石田美由紀          | 藤井昌宏 村上雄 坂本哲也 泉しづか 堀光明 林信秀 前原薫 趙暁昕 セブンシーズ ONE ORDER 寿門堂 Big Owl K-PRODUCTION | 出野喜則 村上雄 坂本哲也                   | 6月19日        |
| 第12話 | 最深                                   | 和場明子 | 吉田徹                | 田中瑛              | 中熊太一 佐々木綾 河野直人 二宮奈那子 粟田香菜子 STUDIO MASSKET K-PRODUCTION                                     | 宮口久美 中林蘭子 音地正行 村上雄 坂本哲也 | 6月26日        |
| 第13話 | サム・ガールズ                         | 和場明子 | 森川さやか            | 森田ゆうき          | 前原薫 渡部ゆかり 趙暁昕 林信秀 セブンシーズ Big Owl K-PRODUCTION Dogwood                                        | 坂本哲也 村上雄 出野喜則                   | 7月10日        |
| 第14話 | 言葉をなくした目撃者                   | 水上清資 | 寺東克己              | 所俊克              | 桜井木ノ実 南伸一郎 Du Wei Feng Chen Liang Wei Xu Long Li Liangpeng                                              | 坂本哲也 村上雄                            | 7月17日        |
| 第15話 | 仲良くつるんで                         | 和場明子 | 羽多野浩平 石山タカ明 | 羽多野浩平          | 林信秀 堀光明 前原薫 Dogwood Big Owl K-PRODUCTION セブンシーズ                                                   | 坂本哲也 村上雄 出野喜則                   | 7月24日        |
| 第16話 | ラバー・リング                         | 和場明子 | 森川さやか            | 小野田雄亮          | 粟田香菜子 三沢聖也 河野直人 佐々木綾 セブンシーズ Big Owl                                                       | 菊田幸一 音地正行 中林蘭子                 | 7月31日        |
| 第17話 | エンジェル・エンジェル                 | 水上清資 | 寺東克己              | ウヱノ史博          | 松本勝次 李少雷 顧金秋 陳玉峰 陳潔瓊 杭新華 趙玲 劉軍 胡威 林雪春 杜衛峰                                         | 出野喜則 村上雄 坂本哲也                   | 8月7日         |
| 第18話 | セメタリー・ゲート                     | 水上清資 | 石山タカ明            | 田中瑛              | 上田彩朔 前原薫 林信秀 堀光明 村上雄 坂本哲也 セブンシーズ Big Owl                                               | 村上雄 坂本哲也                            | 8月14日        |
| 第19話 | 見つけた、見つけた、見つけたよ         | 和場明子 | 寺東克己              | 森田ゆうき          | 林信秀 趙暁昕 前原薫 松本勝次 スタジオエバーグリーン Big Owl K-PRODUCTION 寿門堂                                 | 村上雄 坂本哲也 出野喜則                   | 8月21日        |
| 第20話 | ギロチンのマーガレット                 | 和場明子 | 吉田徹                | ほりうちゆうや      | 菅野智之 菊川孝司 永山恵 吉田雄一                                                                                | 坂本哲也 村上雄 音地正行                   | 8月28日        |
| 第21話 | まだ何もものに していないよ            | 和場明子 | 羽多野浩平 石山タカ明 | 石山タカ明          | 栗原裕明 笠野充志 青木里枝 沓澤洋子 Dogwood Big Owl スタジオエバーグリーン 24FPS K-PRODUCTION セブンシーズ       | 村上雄 坂本哲也 菊田幸一                   | 9月4日         |
| 第22話 | となりあわせの死                       | 水上清資 | 森川さやか            | 所俊克              | 桜井木ノ実 服部益美 Du Wei Feng Chen Liang Wei Xu Long Wang Bin                                                  | 坂本哲也 村上雄 出野喜則 谷川政輝          | 9月11日        |
| 第23話 | すべてを手にしたきみ                   | 水上清資 | 石山タカ明            | 小野田雄亮          | 趙暁昕 上田彩朔 セブンシーズ スタジオエバーグリーン 24FPS Big Owl Dogwood K-PRODUCTION                           | 菊田幸一 村上雄 坂本哲也 出野喜則          | 9月18日        |
| 第24話 | ブルー・リフレクション                 | 和場明子 | 吉田りさこ 吉田徹     | 田中瑛              | 中熊太一 前原薫 佐々木綾 林信秀 河野直人                                                                         | 村上雄 坂本哲也 音地正行                   | 9月25日        |

### 放送局
| 放送期間                                  | 放送時間                     | 放送局    | 対象地域   | 備考                                                |
| ----------------------------------------- | ---------------------------- | --------- | ---------- | --------------------------------------------------- |
| 2021年4月10日 - 9月25日                   | 土曜 1:55 - 2:25（金曜深夜） | 毎日放送  | 近畿広域圏 | 製作局 / 字幕放送                                   |
|                                           |                              | TBSテレビ | 関東広域圏 | 字幕放送                                            |
| 2021年4月12日 - 9月25日                   | 土曜 2:30 - 3:00（金曜深夜） | BS-TBS    | 日本全域   | BS/BS4K放送 初回は月曜3:00 - 3:30（日曜深夜）に放送 |
| 2021年4月13日 - 9月28日                   | 火曜 23:00 - 23:30           | AT-X      | 日本全域   | CS放送 / リピート放送あり                           |
| TBS系列の放送局では『アニメイズム』B1枠。 |                              |           |            |                                                     |

| 配信開始日    | 配信時間                   | 配信サイト |
| ------------- | -------------------------- | --- |
| 2021年4月10日 | 土曜 2:30（金曜深夜） 更新 | dアニメストア |
| 2021年4月13日 | 火曜 2:30（月曜深夜） 更新 | Amazonプライム・ビデオ U-NEXT アニメ放題 バンダイチャンネル Hulu ABEMA ニコニコチャンネル FOD ひかりTV MBS動画イズム TVer GYAO! DMM.com ビデオマーケット music.jp GYAO!ストア クランクイン！ビデオ |
|               | 火曜 12:00 更新            | HAPPY!動画 |
|               | 火曜 19:00 更新            | TSUTAYA TV |
|               | 火曜 22:00 - 22:30 更新    | ニコニコ生放送 |
| 2021年4月14日 | 水曜 0:00（火曜深夜） 更新 | TELASA J:COMオンデマンド メガパック milplus auスマートパスプレミアム |

| 毎日放送・TBS アニメイズム B1 | 毎日放送・TBS アニメイズム B1 | 毎日放送・TBS アニメイズム B1     |
| 前番組                        | 番組名                        | 次番組                            |
| ----------------------------- | ----------------------------- | --------------------------------- |
| プレイタの傷                  | BLUE REFLECTION RAY/澪        | 結城友奈は勇者である -大満開の章- |

### BD
Blu-rayシリーズが全6巻で発売予定だったが、諸般の事情により中止となった。

### ミニアニメ
ミニアニメ『ぶるりふ・れいっ！』がテレビアニメ公式TwitterアカウントおよびYouTube・DMM picturesチャンネルにて、2021年4月14日より毎週水曜の夕方ごろに配信。登場人物たちの日常がコメディタッチで描かれる。

## BLUE REFLECTION TIE/帝
『BLUE REFLECTION TIE/帝』（ブルー リフレクション タイ）は、コーエーテクモゲームスのガストブランドより2021年10月21日にPlayStation 4、Nintendo Switch、PC（Steam）で発売（配信）開始。
メディア別に展開される「BLUE REFLECTION」プロジェクトの1作品。「幻に舞う少女の剣」を原作に、新たな登場人物たちによる物語が描かれる。

### 登場人物
星崎 愛央（ほしざき あお）
声 - 柳原かなこ
本作の主人公。ごく普通の毎日を過ごす少女。期末テストで赤点を取り、補習を受けるために夏休み中の学校に入ったところ、見知らぬ世界へと迷い込んでしまった。その世界でこころ、勇希、伶那と出会い、協力して元の世界へと帰る方法を探ることになる。
実はその正体は、再構築された世界の人物である。しかし、再構築された世界で生き続ける事も、雫世界を共にした少女たちと再会することも叶わない。
なぜならば、星崎愛央が『なんてことのない日常の中で雫世界に迷い込み、少女たちを導いて世界を創り直し、全てを忘れて生まれ直す』の繰り返しに永遠に囚われた存在であるためである。
使用する武器は大鎌。
靭 こころ（うつぼ こころ）
声 - 高柳知葉
迷い込んだ世界で愛央が初めて出会った少女。マイペースでいつもどこかぼーっとした様子。穏やかな心の持ち主で、突然やってきた愛央にも優しく接する。実は春日 詩帆とは幼なじみでいつも一緒に遊んでいた過去がある。『澪』ではAASAのリフレクター候補として登場し、斎木有理と行動を共にする。現実とコモンが混じる変事が起きた際には影響を受けることなく、月ノ宮の探索を続けていた。
使用する武器は銃。
⾦城 勇希（きんじょう ゆうき）
声 - 芹澤優
こころ、伶那と一緒に学校で暮らしている少女。明るく元気で活発。ムードメーカー的存在で、この異常な事態の中でも楽しいことを探しながら毎日を送っている。元の世界では、宮内伶那の親友で元々リフレクターではなく普通の少女だった。生まれつき体が弱く伶那の住む地域に引越して来た。
宮内 伶那（みやうち れな）
声 - 河瀬茉希
こころ、勇希と一緒に学校で暮らしている少女。物事をネガティブにとらえがちで、言葉に棘が多いが根は優しい。常に一歩引いて全体を見ており、暴走しがちなメンバーに突っ込みを入れるのが彼女の役目。
使用する武器はフープ。
春日 詩帆（かすが しほ）
声 - 陶山恵実里
とあるきっかけで愛央たちの前に現われた少女。優しくまじめな優等生。世話好きで、家事を得意としている。
実は靭 こころとは幼なじみで白井 日菜子とは知り合いである。『燦』でも登場する。使用する武器は巨大な刀。
白井 日菜子（しらい ひなこ）
声 - 高田憂希
とあるきっかけで愛央たちの前に現われた少女。かつて将来を嘱望されたバレエダンサーだったが、足に怪我を負いバレエを踊れなくなってしまった。
詳細は「ブルー リフレクション 幻に舞う少女の剣#登場人物」を参照。
久野 きらら（くの きらら）
声 - 大野柚布子
とあるきっかけで愛央たちの前に現われた少女。時折予言めいた言葉を口にするなど、不思議な雰囲気を持っている。
元の世界では、春日 詩帆と同じ所属する組織のリフレクターである。『燦』でも登場する。
平原 陽桜莉（ひらはら ひおり）
声 - 石見舞菜香
とあるきっかけで愛央たちの前に現われた少女。明るく真っ直ぐで表情豊か。運動神経が良く、飾らない性格で親しみやすい。陽桜莉も記憶を失っており、「姉」を探している。
詳細は「BLUE REFLECTION RAY/澪#登場人物」を参照。
平原 美弦（ひらはら みお）
声 - 上田麗奈
とあるきっかけで愛央たちの前に現われた少女。陽桜莉の姉。物事に対して常に冷静で、どこか儚げな雰囲気を持っている。陽桜莉のこと以外の記憶を失っている。
詳細は「BLUE REFLECTION RAY/澪#登場人物」を参照。
駒川 詩（こまがわ うた）
声 - 田辺留依
とあるきっかけで愛央たちの前に現われた少女。大人しく素直な性格だが、人の気持ちを察するのが苦手な部分もある。皆と同じく記憶を失っているが、何人かの少女たちはなぜか彼女を警戒している。
詳細は「BLUE REFLECTION RAY/澪#登場人物」を参照。
司城 夕月（しじょう ゆづき）
声 - 高野麻里佳
雫世界を作る少女。作中ではユズと呼ばれる。詳細は「ブルー リフレクション 幻に舞う少女の剣#登場人物」を参照。
司城 来夢（しじょう らいむ）
声 - 秦佐和子
雫世界を作る少女。作中ではライムと呼ばれる。詳細は「ブルー リフレクション 幻に舞う少女の剣#登場人物」を参照。
森川 更紗（もりかわ さらさ）
声 - 加隈亜衣
日菜子のココロトープで記憶の欠片の一つで登場するゲスト人物。詳細は「ブルー リフレクション 幻に舞う少女の剣#登場人物」を参照。
リフナビ
スマホアプリ「フリスペ」に付随する謎の存在。愛央たちの暮らしに必要な情報を授けてくれる。が、愛央達の質問に答えてくれないことも。その正体は、来夢の精神の一部。。

## 用語・世界観
原種
古来から存在する世界の管理者、及び管理者候補である上位存在。名前はセフィロトの樹を構成するセフィラから付けられている。巨大な姿をしており、指輪を持つ人間にしか視認することができない。作中では神とも呼ばれている。
次なる管理者の座を巡って100万年周期に一度に争っており、『幻』時点では100万年前の争いで勝利したダアトが管理者となっている。
地球や人間も一体の原種から生み出された存在である。
『澪』のリセット後の世界では、原種は出現しない。
実は世界システムによる、次なる管理者の座を選ぶ争いだったことが『帝』で判明する。
コモン
人間の集合的無意識により形成されている世界。全ての人の意識、記憶が蓄積されている。喜びや悲しみなど人間の感情を基に形作られており、感情が生んだ魔物が徘徊している。
また、人の魂はコモンに帰り生まれ変わりの流れに入り、また新たな生を受ける。
『澪』以降ではユズとライムが番人として管理しており、リフレクターに対しても閉ざされている。また、世界のリセットの干渉を受けない隔絶した世界でもある。
リフレクター
想いの力を増幅することで能力を発揮することのできる存在。リフレクターに変身することができるのは指輪に選ばれた、強い想いの力を持った少女だけである。
世界の管理者を巡る争いにおいては各地に存在する特異点を守るべく選ばれた守護者であり、白井日菜子と平原美弦が該当する。
『澪』以降ではAASAや同種の組織によって多数のリフレクターが生み出されている。
エーテル
原種やリフレクターが活動する上で欠かせない感情エネルギー。
原種ダアトは人間の想いが最もエーテルを生み出すと考えており、実際に人間の想いを糧としたダアトは100万年前の争いで容易く勝利した。そのため世界はダアトによって人間の住みやすい環境へと作り替えられた。
指輪
リフレクターに変身するためのアイテム。指輪に想いを込めることで武器を形成したり、変身することができる。
『澪』以降ではAASAや同種の組織がリフレクター研究を通じてレプリカを開発しており、装着者にリフレクターへの変身能力を与える。AASAが作った青い指輪（ブルーリフレクション）とAASA以外の組織が作った赤い指輪（ルージュリフレクション）が存在している。基本的な能力は同一であり、青い指輪は「想い」を、赤い指輪は「負の想い」を力にすることができるが、所有者の心理状況次第では赤から青へと変化する。
フラグメント
人間の想いの欠片が結晶化したもの。『幻』や『帝』では球体やキューブ状となり、『澪』では花の形状をしている。
人間が強い感情を抱くとコモンに出現する。特に持ち主が悩みや問題を抱えて暴走している状態では出現し続けており、やがて魔物に囲まれて壊されると最悪は死に至る。暴走したフラグメントに対して、リフレクターが想いの理解によって鎮めることを「固定化」と呼ぶ。リフレクターの力の源でもあり、『幻』や『帝』では固定化・共有したフラグメントを装備することができる。
コモンが閉ざされた『澪』では直接持ち主の身体から出現する。リフレクター以外の人間には見ることも触れることもできないが、リフレクターは負の想いによって成長したフラグメントを引き抜いたり、暴走したフラグメントを鎮めることが可能。しかしフラグメントを引き抜かれた人間は、心を失いやがて昏睡状態になり死ぬ。
特異点
原種が奪い合う地域のこと。世界に22か所存在している。『幻』の舞台となる星ノ宮が第17特異点、『澪』の舞台となる月ノ宮が第15特異点に該当する。また、AASAの関係者からは星ノ宮をNo.17地区と、月ノ宮はNo.15地区と呼称されるのが多い。
リープレンジ
『澪』で確認されたフラグメントを持ち主の身体から引き抜くことで展開される特殊な空間。リープレンジ内ではリフレクター以外の全ての時間が止まる。
共鳴
お互いの想いを「共鳴」させることで、リフレクターとして強い力を発揮することができる。また、互いに強い想いや記憶を共有したりすることも可能。
『澪』で紫乃が与えた指輪は、互いの記憶を無理矢理共有して共鳴させることが可能であるが、偽りの繋がりとなる。
AASA
作中に登場する研究機関。正式名称はAncient Ark Solving Agency（超古代遺物研究機関）。ユズとライムの父親である司城教授がリーダーを務めていた研究機関。原種の調査を行っている。
元は古代文明やオーパーツの研究を行う機関であったが、ある研究から世界の危機を観測して以後、原種の調査を開始した。『澪』以降ではフラグメントの異変や「灰」に対抗する力としてリフレクターの指輪を研究しており、適性を持つ少女を探しては指輪を提供し、協力者を求めていた。
『澪』では田辺百に指輪を渡しフラグメントの異変を調べるよう依頼した。
リセットされた世界
『幻』にて日菜子達の活躍により原種は倒され、世界は平穏を取り戻した。が、管理者のダアトも倒されたことにより既存の理が変化、様々な可能性が発生した。この世界では原種は出現せず、コモンは閉ざされ、降灰が降り注ぎ、多くのリフレクターが生まれている。ユズとライムによれば本来は原種に関わった人間から原種とコモンに関する記憶を奪われ、管理者により世界は再構成されるらしい。また、原種ネツァクにより消滅された月ノ宮及びそこに住む住人の魂が再生するのは、本来ありえない現象である。
その実態は世界の不具合により起きた現象だったことが『帝』で判明する。
降灰
『澪』開始時点から発生している雪のように降り注ぐ灰。世界が不安定になっていることで発生している。『帝』では「灰」と呼称されており、この灰を被った人間たちは「灰病」と呼ばれる未知の病を発症する。
イローデット
灰病に侵された少女の中にはごく稀に降灰により変異してしまった少女たちがいるそれが、イローデット。超常的な能力が発現し、変身することでその力を最大限発揮する。
雫世界
『帝』の舞台となる異世界の呼称。周りは、学校と辺り一面に広がる水と線路とココロトープしかない世界。
ココロトープ
『帝』の拠点となる校舎の外に出現した不思議な空間。心のビオトープのようだ、と愛央たちが名付けた。食材や工作の材料など生活に必要なものが落ちている。また「記憶の欠片」が点在し、回収することで少女たちの失われた記憶の一部を垣間見ることができる。
コモンと同様にモンスターが出現する。
クラック
雫世界の空に出現した裂け目。
世界システム
世界を管理する存在。
消滅機構
『帝』で登場する謎の敵。クラックから出現してリフレクター達を襲う。
オリジン
『帝』で登場する概念。オリジンという名称は駒川詩が付けた呼称である。